# Фарос
Вижте пояснителната страница за други значения на Фарос.
Фарос (на арабски: منارة - Манара, на гръцки: Φάρος – Фарос) е малък полуостров, бивш остров, в Средиземно море, Александрия.
Съединен е с града чрез мол през 285 г. пр.н.е., който разделя днес западното и източното пристанище. Фарос е свързан, също чрез мол, с малко островче, на което (североизточно от Фарос) се е намирал прочутият Александрийски фар, който е сред Седемте чудеса на античния свят. По тези 2 мола още при Птоломеите до фара е изграден път, наречен хептастад (на латински: Heptastade) по дължината му от 7 стадия.
Фарът е изграден през ІІІ век пр.н.е., силно е повреден от земетресения през 956, 1303 и 1323 г. Възстановяван и надстрояван, според оценка той достига височина ок. 30 метра. Разрушен е окончателно през 1480 г., когато отломки от постройката са използвани за изграждане на крепост.
Днес островчето е съединено с Фарос, разширеният път между тях става основа за провлака, молът към материка също е разширен и по него минава трамвайна линия.